# 菊味噌
菊味噌（きくみそ）は、山形県に伝わる郷土料理
。
味噌に山形県名産の食用菊を漬け込む。

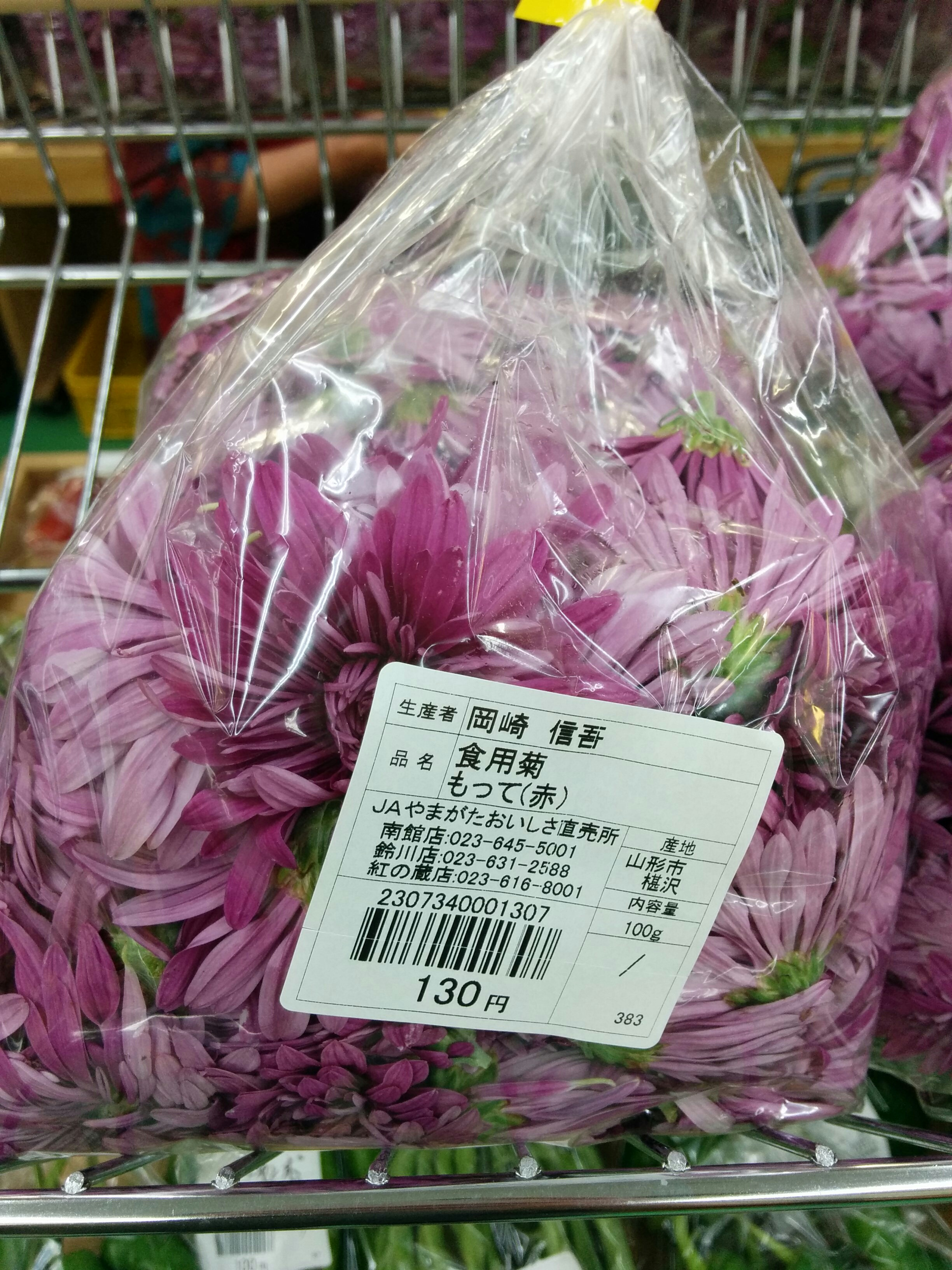
山形の市場の菊。

その菊味噌を椀に取り、お湯を注ぐことで、簡単に味噌汁を作ることができる。古くから伝わるインスタント味噌汁で、独特の味と風味がある。
山形県は食用菊の有数の産地であり、代表的な食用菊に「もってのほか」があり、これらが菊味噌に使われている
。